# Хакимов, Малик Хакимович
Малик Хакимович Хакимов (25 октября 1921, Ташкент — 12 мая 1980, Ташкент) — доктор юридических наук, профессор, заслуженный деятель науки Узбекской ССР, заведующий сектором государственного и административного права Института философии и права им. И. М. Муминова АН УзССР.

## Биография
Малик Хакимович Хакимов родился в 1921 году в Ташкенте. После окончания рабфака Ташкентского финансово — экономического института был призван в ряды Красной Армии. В 1939—1942 годах принял участие в боевых действиях войск СССР по обороне Ленинграда против вооружённых сил Германии и Финляндии на фронтах Второй мировой войны в составе 371-го артиллерийского полка 115-й стрелковой дивизии. В 1942 году после тяжелого ранения был демобилизован.
В 1945 году отличием окончил Ташкентский юридический институт. В 1949 году окончив аспирантуру Института права АН СССР и успешно защитив кандидатскую диссертацию на тему: «Понятие государственной власти в советском государственном праве», всецело посвящает себя научно — педагогической деятельности.
В 1949—1953 годах Хакимов — директор Ташкентского филиала Всесоюзного юридического заочного института, старший преподаватель Ташкентского юридического института; в 1953—1956 годах — заместитель директора по учебной и научной работе и заведующий кафедрой Ташкентской высшей школы профдвижения ВЦСПС; в 1956—1957 годах — заведующий сектором истории партии Института истории партии при ЦК КП Узбекистана.
Дальнейшая работа Хакимова связана с деятельностью Института философии и права им. И. M. Муминова АН Узбекской ССР: с 1958 года, со времени организации этого института, и до своей смерти заведовал сектором государственного и административного права.
В 1965 году Хакимов защитил докторскую диссертацию на тему: «Основные проблемы развития национальной советской государственности в Узбекистане в период перехода к социализму». В 1967 году утвержден в звании профессора.
Хакимов исследовал ряд важных проблем теории и истории государства и права, национально — государственного строительства в республиках Средней Азии и Казахстане. Автор более 100 научных трудов, в числе которых такие работы, как «Развитие национальной советской государственности в Узбекистане в период перехода к социализму» (1965), «Партия и советская национальная государственность: Руководство КПСС в создании и развитии советской государственности народов Средней Азии и Казахстана» (1980) и другие.
Хакимов был ответственным редактором многих крупных работ. Под его руководством подготовлено и опубликовано 3-томное собрание сочинений академика Хадичи Сулаймановой. Он был членом редколлегии журнала «Общественные науки в Узбекистане». Под научным руководством Хакимова подготовлены и защищены 30 кандидатских и 2 докторские диссертации.
Профессор Хакимов принимал участие в выработке ряда законодательных актов проекта Конституции Узбекской ССР 1978 года. Неоднократно выступал с докладами на республиканских, региональных, всесоюзных и международных научных форумах.
С 1965 года М. X. Хакимов был членом Пленума и Председателем научно — методического совета по пропаганде знаний о государстве и праве Республиканского общества «Знание», возглавлял юридическую секцию Узбекского общества дружбы и культурной связи с зарубежными странами.
Хакимов был удостоен почетного звания «Заслуженный деятель науки Узбекской ССР», награждён орденом Отечественной войны II степени, медалями СССР и Почетной грамотой Президиума Верховного Совета Узбекской ССР.
Скоропостижно скончался 12 мая 1980 года. Его именем названа одна из улиц Мирзо — Улугбекского района г. Ташкента.

## Труды
Книги
- И. Д. Джалилов, А. И. Ишанов, Х. А. Рахманкулов, М. Х. Хакимов и др. Государственное строительство и право в Узбекской ССР / А. И. Ишанов. — Ташкент: Наука, 1974. — 364 с.
- Б. А. Манелис, А. Н. Михайлов, Ш. З. Уразаев, М. Х. Хакимов, Л. Л. Шабшай. Основы советского государственного строительства и права. Учебное пособие / Б. А. Манелис. — Ташкент: Узбекистан, 1966. — 379 с.
- М. Х. Хакимов. Академик Хадича. — Ташкент: Узбекистан, 1972. — 83 с.
- М. Х. Хакимов. Дуст Мухамедович Устабаев. — Ташкент: Госиздат УзССР, 1960. — 68 с.
- М. Х. Хакимов. Партия и советская национальная государственность: Руководство КПСС созданием и развитием советской государственности народов Средней Азии и Казахстана. — Ташкент: Узбекистан, 1980. — 319 с.
- М. Х. Хакимов. Политическая система советского общества. — Ташкент: Узбекистан, 1978. — 60 с.
- М. Х. Хакимов. Развитие национальной советской государственности в Узбекистане в период перехода к социализму: основные проблемы. — Ташкент: Наука, 1965. — 504 с.
- М. Х. Хакимов, Р. К. Каюмов и др. Советы Узбекистана в период коммунистического строительства / Отв. ред. М. Х. Хакимов. — Ташкент: Наука, 1969. — 218 с.
- М. Х. Хакимов, Б. М. Лазарев. Новая конституция СССР и управление народным хозяйством: учет отраслевого и территориального принципов. — Ташкент: Наука, 1979. — 166 с.
- М. Х. Хакимов, Я. М. Серый. Борьба большевиков за создание национальной советской государственности в Туркестане. — Ташкент: Наука, 1964. — 131 с.
- М. Х. Хакимов. Основные проблемы развития национальной советской государственности в Узбекистане в период перехода к социализму. Автореф. дис. ... д-ра юрид. наук. — Ташкент: Наука, 1965. — 48 с.
- Х. С. Сулайманова. Собрание сочинений / Отв. ред. М. Х. Хакимов. — Ташкент: Наука, 1967. — Т. 1—3.

Статьи
- М. Х. Хакимов. Бессилие фальсификаторов национально-государственного строительства в СССР. — Советское государство и право, 1979. — № 2. — С. 114—117.
- М. Х. Хакимов. О предмете науки советского строительства. — Советское государство и право, 1961. — № 5. — С. 110—116.
- М. Х. Хакимов. Повышение роли Советов в коммунистическом строительстве (на примере УзССР). — Общество «Знание» УзССР, 1975.
- М. Х. Хакимов. Проект новой конституции Узбекской ССР - важная веха в политической истории республики. — Общество «Знание» УзССР, 1978.
- М. Х. Хакимов. Развитие советской национальной государственности в Узбекистане. — Правоведение, 1975. — № 2. — С. 36—44.